# Reting Rinpoce
Il Reting Rinpoce (རྭ་སྒྲེང་རིན་པོ་ཆེ,  rwa-sgreng rin-po-che; anche Radreng Rinpoce) è un'importante figura del buddhismo tibetano.

## Descrizione
Reting Rinpoce è un lama reincarnato, per tradizione khenpo del Monastero di Reting, centro Gelug fondato nel 1057 da Drölma Lhakhang, discepolo di Atiśa.
Oltre a insegnare il Dharma e formare nuove generazioni di lama e ghesce, gli esponenti di questo lignaggio di reincarnazione aiutavano i Panchen Lama nella ricerca della reincarnazione del Dalai Lama, ragion per cui nella Cina imperiale erano tenuti in grande considerazione.
Il quinto Reting, Thupten Jampel Yishey Gyantsen, fu il primo e unico ad essere coinvolto in politica, poiché alla morte del Tredicesimo Dalai Lama l'assemblea nazionale del Tibet lo elesse e nominò Reggente.

## L'attuale Reting

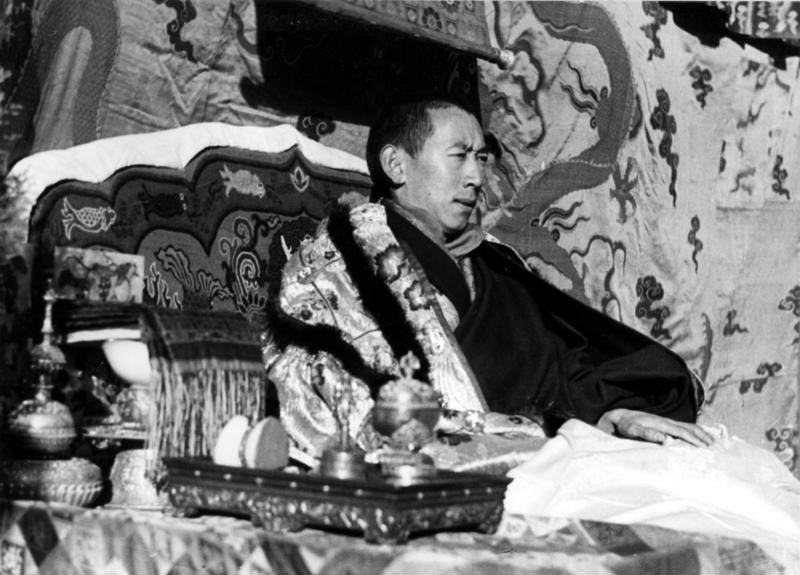
Thupten Jampel Yishey Gyantsen

Il sesto Reting Rinpoche, morto nel 1997 appena quarantanovenne, non svolse mai un ruolo politicamente importante nel Tibet occupato, e in virtù del suo stretto rapporto con il X Panchen Lama, fu arrestato all'epoca della Grande rivoluzione culturale e riabilitato ufficialmente nel 1977.

Analogamente alla questione dell'XI Panchen Lama, le autorità cinesi comunicarono ufficialmente di aver riconosciuto in Sonam Phuntsok, un bambino tibetano nato nella Contea di Lhari, a nord di Lhasa, la settima reincarnazione di Reting. Alla cerimonia del riconoscimento, svoltasi allo Jokhang di Lhasa, assistettero il sindaco della città, il vicepresidente della Regione Autonoma del Tibet e Qi Xiaofei, incaricato ufficiale del governo di Pechino per gli Affari Religiosi. Il governatore della Regione Autonoma del Tibet, Legqoc, dichiarò che il bambino avrebbe ricevuto un'educazione patriottica nel suo monastero, sotto la guida del Dipartimento degli Affari Religiosi, che avrebbe fatto di lui un «Buddha vivente amante del Partito Comunista Cinese, della madrepatria socialista e del Buddismo tibetano».

Il Governo tibetano in esilio di Dharamsala, tramite Tashi Wangdi, ministro per gli Affari Religiosi e Culturali, e Thubten Samphel, segretario dell'Ufficio Informazioni e Relazioni Internazionali, rispose condannando fermamente l'interferenza della Cina in merito al riconoscimento di Sonam Phuntsok, definendolo «un atto illegittimo e non valido», in seguito pubblicamente rigettato dal XIV Dalai Lama. L'intera comunità tibetana in esilio condannò a sua volta l'unilaterale gesto di Pechino definendolo «un biasimevole atto di politicizzazione dell'istituzione dei tulku per i propri interessi governativi».

## I Reting Rinpoce
- Ngawang Chokden (1677-1751);
- Lobsang Yeshe Tenpa Rabgye (1759-1815);
- Ngawang Yeshe Tsultrim Gyaltsen (1816-1863);
- Ngawang Lobsang Yeshe Tenpai Gyaltsen (?);
- Thupten Jampel Yishey Gyantsen (1910-1947);
- Tenzin Thutob Jigme Wangchuck (1948-1997);
- Sonam Phuntsok (1997 - Oggi).